# Kimchaek
Kimchaek er en by i det østlige Nordkorea, med et indbyggertal (pr. 2005) på cirka 195.000. Byen ligger på kysten til det Japanske Hav. Den er opkaldt efter den koreanske general Kim Chaek.
40°40′N 129°12′Ø / 40.667°N 129.200°Ø